# NGC 792
NGC 792 é uma galáxia lenticular (S0) localizada na direcção da constelação de Aries. Possui uma declinação de +15° 42' 44" e uma ascensão recta de 2 horas, 2 minutos e 15,3 segundos.
A galáxia NGC 792 foi descoberta em 1828 por John Herschel.